# البینو لندینگ (میشیگان)
البینو لندینگ، میشیگان (به انگلیسی: Albion Landing, Michigan) یک منطقهٔ مسکونی در ایالات متحده آمریکا است که در میشیگان واقع شده‌است.

## خصوصیات
البینو لندینگ ۲۸۳ متر بالاتر از سطح دریا واقع شده‌است.